# Фудзита, Кадзуюки
Кадзуюки Фудзита (яп. 藤田 和之 Фудзита Кадзуюки, ромадзи Kazuyuki Fujita; род. 16 октября 1970, Фунабаси, Тиба) — японский профессиональный боец смешанного стиля и рестлер. Он участвовал в турнирах под эгидой PRIDE, K-1 Dynamite!! и Sengoku. Он одержал победы над такими спортсменами как Кен Шемрок, Гилберт Ивел и Марк Керр, однако многим болельщикам он запомнился как боец, первым отправившим в нокдаун Фёдора Емельяненко.

## Карьера в смешанных боевых единоборствах

### Ранние годы
С детства Кадзуюки занимался борьбой, как  вольной, так и  греко-римской. Будучи чемпионом Японии, Фудзита так и не достиг успеха на международном уровне, и с 1996 года начал выступать в реслинге. 

### Триумфальный 2000 год
Получавшие всё большую популярность смешанные боевые единоборства привлекли внимание Кадзуюки, и в 2000 году он стал одним из 16-ти участником грандиозного гран-при Pride FC. 

Тренировать 29-летнего Фудзиту вызвался знаменитый японский рестлер Антонио Иноки, славившийся своими якобы реальными боями с представителями различных единоборств (вопрос реальности до сих пор дискуссионный). Кадзуюки был представлен публике как последний ученик Иноки и удостоен права выходить на бои под мелодию «Hono No Fighter» (яп. 炎のファイター Хоно: но Файта:, «Горящий боец»), которую ранее использовал Антонио. 

В 1/8 финала гран-при, состоявшейся в январе 2000 года Фудзита убедительно победил голландского рестлера Ханса Неймана, пройдя в следующий круг. В качестве этапа подготовки тренерский штаб Кадзуюки принял решение организовать его выступление в США. В апреле Фудзита за один вечер побил двоих соперников, вызвав одобрение зрителей. 

Соперником Кадзуюки в четвертьфинале (май 2000 года) стал американец Марк Керр (12-0-0-1) – главная звезда тяжёлого веса Pride FC, фактически игравший роль чемпиона организации (хотя в то время чемпионские титулы ещё не были учреждены). Фудзита не воспринимался как угроза для одного из сильнейших бойцов планеты, а потому начало поединка, в котором Керр начал прессовать соперника, не стало неожиданностью. Однако, в то время как Кадзуюки, проявив чудеса выдержки, продолжал защищаться, Марк выдохся и стал пассивен. Фудзита незамедлительно воспользовался положением и переломил ход поединка, убедительно побив Керра, нанеся ему множество ударов коленями в голову в партере. 

Сенсационный успех Кадзуюки развить не удалось ввиду полученной в бою с Керром травмы. В итоге на полуфинальный бой с Марком Коулменом (9-4) он вышел лишь с целью получения гонорара за участие – уже на второй секунде боя его секунданты выбросили белое полотенце. 

Оправившись после травмы, Фудзита вернулся на ринг в августе 2000 года. Его соперником стал знаменитый Кен Шемрок (24-5-2), вернувшийся в бои после трёх с половиной лет отсутствия. Упорный поединок завершился на 7-й минуте первого раунда, когда секунданты Кена отказались от продолжения из-за состояния здоровья бойца (сердечный приступ). Не слишком красочная победа, тем не менее, осталась победой, а Кадзуюки успешно прошёл проверку «старой элитой». 

В декабре того же года Фудзита решением судей побил голландского нокаутёра Гилберта Ивела (23-5-0-1), упрочив своё положение в среде лучших тяжеловесов мира. В это время он становится известен своим непреклонным характером и исключительно сильной шеей, зачастую спасающей его от нокаута. Про самого себя Кадзуюки говорил: 
Я не являюсь ни великим ударником, ни великим кикером. Я на самом деле не владею в совершенстве ни тем, ни другим, но в современных боях без правил сильнее всех тот, кто умеет держать удар.

### 2001—2002 годы
Проведя более чем успешный для дебютанта 2000 год, Фудзита в следующие два с половиной года провёл лишь пять поединков, не встречаясь с элитными бойцами. Трое его соперников были неконкурентоспособными, а наиболее значимыми событиями карьеры этого времени стали две встречи с тогда ещё начинающим, но уже активно рекламируемым хорватским бойцом Мирко Филиповичем. Оба боя Кадзуюки проиграл (в августе 2001 года – из-за рассечения, а в декабре 2002 года – решением судей), что стало существенным толчком в развитии его соперника. 

### Бой с Фёдором Емельяненко
В июне 2003 года Фудзита вернулся на большой ринг в нетитульном бою с чемпионом Pride FC Фёдором Емельяненко (14-1), считавшимся в то время лучшим бойцом мира. В первом раунде Кадзуюки удалось довести до цели мощный удар правой, пропустив который Фёдор потерял равновесие. Кадзуюки выпал шанс сотворить сенсацию, подобную его победе над Керром тремя годами ранее. Однако, не сумев воспользоваться успехом и упустив момент для натиска, Фудзита отдал инициативу Емельяненко, который, придя в себя, сумел выиграть бой удушающим приёмом. 

### Звезда новогодних шоу
После поражения от Емельяненко Кадзуюки снова отошёл от конкурентных боёв с ведущими тяжеловесами того времени, предпочитая проводить финансово выгодные поединки на новогодних шоу против представителей иных единоборств, не имевших опыта в боях по смешанным правилам. Так, в декабре 2003 года Фудзита победил Имаму Мэйфилда, экс-чемпиона мира по боксу в первом тяжёлом весе по версии IBF. В декабре 2004 года поражение от Кадзуюки потерпел свежеиспечённый олимпийский чемпион по греко-римской борьбе (до 96 кг) Карам Ибрагим. Наконец в декабре 2006 года Фудзита вышел победителем в бою с двукратным чемпионом мира и призёром Олимпиад по вольной борьбе (до 96 кг) Эльдаром Куртанидзе. 

Достижением Кадзуюки в этот период стала убедительная победа в мае 2004 года над Бобом Сапом (5-1) – в то время грозным и находившимся в хорошей форме. 

### Неудачи и завершение карьеры
Тем не менее, пробиться в мировую элиту для Фудзиты стало уже невыполнимой задачей. Приняв участие в 2006 году в гран-при Pride FC в открытой весовой категории, Кадзуюки побил в 1/8 финала англичанина Джеймса Томпсона (12-2), но в четвертьфинале был нокаутирован Вандерлеем Силвой (30-5-1-1). А в апреле 2007 года Фудзита проиграл сильному американцу Джеффу Монсону (23-6). 

С середины 2008 года карьера Кадзуюки неуклонно пошла вниз. После трёх подряд поражений, последним из которых стал тяжёлый нокаут от Алистара Оверима (32-11-0-1) в декабре 2009 года, Фудзита принял решение больше не выступать.

## Карьера в рестлинге
Фудзита подписал контракт с New Japan Pro Wrestling в 1993 году, одновременно продолжая любительскую борцовскую карьеру. Из-за этого его дебют в реслинге произошёл лишь в 1996 году против Юдзи Нагаты (Yuji Nagata). 

В апреле 2001 года Фудзита выигрывает титул чемпиона IWGP в тяжёлом весе. 

В июне 2004 года Фудзита встретился в MMA-поединке против Боба Саппа, бывшего на тот момент чемпионом IWGP, и победил его. Таким образом Сапп потерял свой титул, за обладание которым Фудзита сразился с Хироси Танахаси (Hiroshi Tanahashi) и победил его. 

9 октября 2004 года Фудзита проигрывает Кэнсукэ Сасаки (Kensuke Sasaki) и теряет титул, однако 18 июля 2005 года завоёвывает его в третий раз. Впрочем, уже 8 октября того же года он уступает его Броку Леснару в трёхстороннем поединке, в котором также участвовал Масахиро Тёно.

## Титулы врестлинге
- New Japan Pro Wrestling
  - Трёхкратный чемпион IWGP в тяжёлой весовой категории